# نیما مجیدی
نیما مجیدی (متولد ۱۳۶۴ اهل آستارا در استان گیلان) عضویت ثابت در تیم ملی موی تای جمهوری اسلامی ایران از سال ۸۶ تاکنون، کاپیتانی تیم ملی موی تای ایران در المپیک هنرهای رزمی آسیا در سال ۲۰۰۹
وی هنرهای رزمی را از زادگاهش آستارا شروع کرد و تاکنون توانسته در قالب تیم‌های ملی در رشته‌های موی تای ، ووشو ، هنرهای رزمی و کیک بوکسینگ به عنوان قهرمانی در سطح جهان برسد.
اولین مربیان نیما مجیدی  در ورزشهای رزمی اساتیدی چون غفور نصیری و محمد باقرپور ، در بوکس افشار قره نژاد ، محمد نوری در قزوین و بهرام جودری در تهران بوده است.

## افتخارات نیما مجیدی در سطح کشور
۱-انتخاب بعنوان ورزشکار نمونه سال ۸۶ در فدراسیون ورزشهای رزمی کشور
۲-قهرمان کونگ فو کشور ۱۳۸۲ اراک
۳-قهرمان مسابقات ووشو کشور ۱۳۸۳ اراک
۴-قهرمان مسابقات ووشو دانشجویی کشور ۱۳۸۳ همدان
۵-قهرمان اولین المپیاد ایرانیان ۱۳۸۶ کرمان
۶-قهرمان دومین دوره المپیاد ایرانیان و عنوان ستاره مسابقات ۱۳۸۷ لرستان
۷-قهرمان انتخابی تیم ملی موی تای ۱۳۸۷ ارومیه
۸-قهرمان انتخابی تیم ملی موی تای ۱۳۸۸ تهران
۹-قهرمانی کشور موی تای ۱۳۸۹ کرج
۱۰-قهرمان قهرمانان کیک بوکسینگ کشور ۱۳۹۰ قم